# Clemence Dane
Clemence Dane, seudónimo de Winifred Ashton (21 de febrero de 1888 - 28 de marzo de 1965), novelista y dramaturga inglesa. 

## Biografía
Estudió arte en Londres y Alemania y trabajó como tutora de francés en Suiza en un colegio femenino. Comenzó a escribir durante la  Primera Guerra Mundial, utilizando el seudónimo "Clemence Dane"  en referencia  a la iglesia, St Clement Danes on the Strand, Londres . 
Su primera novela, Regimiento de mujeres , escrita en 1917, narra la vida de unas niñas en la escuela.  En 1919, escribió Leyenda,  la historia de un grupo de conocidos que debaten sobre el significado de la vida y  trabajo de un amigo muerto. En 1921 escribe la obra de teatro A Bill of Divorcement   historia de una hija que cuida de su padre trastornado, cuya enfermedad mental puede ser hereditaria. Esta obra fue adaptada para el cine con el mismo título en tres ocasiones: en 1922, en una película  muda, en 1932 en una película dirigida por George Cukor y protagonizada por  Katharine Hepburn y John Barrymore, y en 1940 en una película protagonizada por  Maureen O'Hara y Adolphe Menjou . 
Como guionista cuenta con una obra prolija:  coescribió el guion de Anna Karenina, protagonizada  por Greta Garbo,  y junto a Anthony Pelissier, el guion de la película estrenada en Reino Unido como Perfectos desconocidos protagonizada por Robert Donat y Deborah Kerr, película que fue galardonada con el Premio Oscar  al mejor guion .   
En 1931 escribió Broome Stages, (biografía de una familia de actores de teatro), que se convirtió en un éxito de ventas.  
Junto a Helen de Guerry Simpson  escribió tres novelas policiacas. Una de ellas Enter Sir John fue llevada al cine por Alfred Hitchcock en 1930 bajo el título de Asesinato. 
Escribe uno de los capítulos de la novela The Floating Admiral (novela de 12 capítulos, escrita cada uno por un autor diferente). También colabora en la serie de detectives The Scoop y Behind the Screen  escritas por diferentes autores, miembros todos ellos, del  Detection Club. Estas series eran retransmitidas semanalmente por sus autores en el Programa Nacional de la BBC en 1930 y 1931. 
En 1939 escribe la novela distópica  Arrogante historia de Ben.
En 1955, Dane  edita la serie Novels of Tomorrow. Serie de novelas de ciencia ficción con autores como John Wyndham, Robert Sheckley y Cyril M. Kornbluth . 
Eighty in the Shade fue la última obra escrita por Clemence Dane (1959)para que la protagonizara su amiga, Dame Sybil Thorndike. 
Se cree que el personaje de Madame Arcati de la obra de teatro Blithe Spirit de Noel Coward está inspirado en  la vida de Dane. 
En la  National Portrait Gallery hay  un retrato al  óleo y un busto de bronce de Clemence Dane realizados por  Noël Coward y otro retrato realizado por Frederic Yates. 
Dane también escribió un libro sobre la historia de Covent Garden (donde vivió durante varios años) titulado London has a Garden y publicado en 1964.   
En el momento de su muerte en Londres, el 28 de marzo de 1965, Dane había escrito más de 30 obras de teatro y 16 novelas.

## Novelas y obras de teatro
- Regimiento de mujeres (1917)

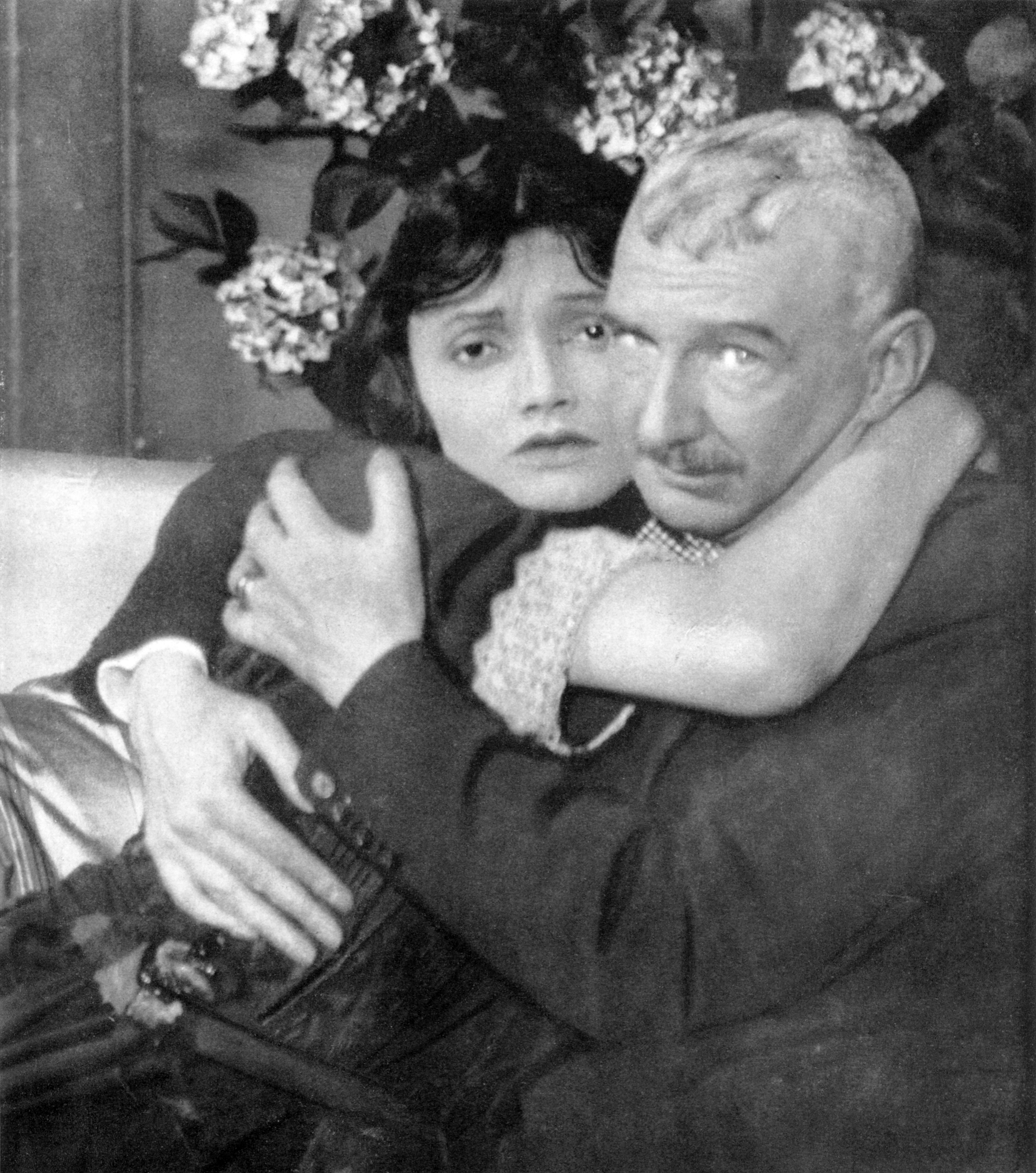
Katharine Cornell y Allan Pollock en la producción original de Broadway de A Bill of Divorcement (1921)

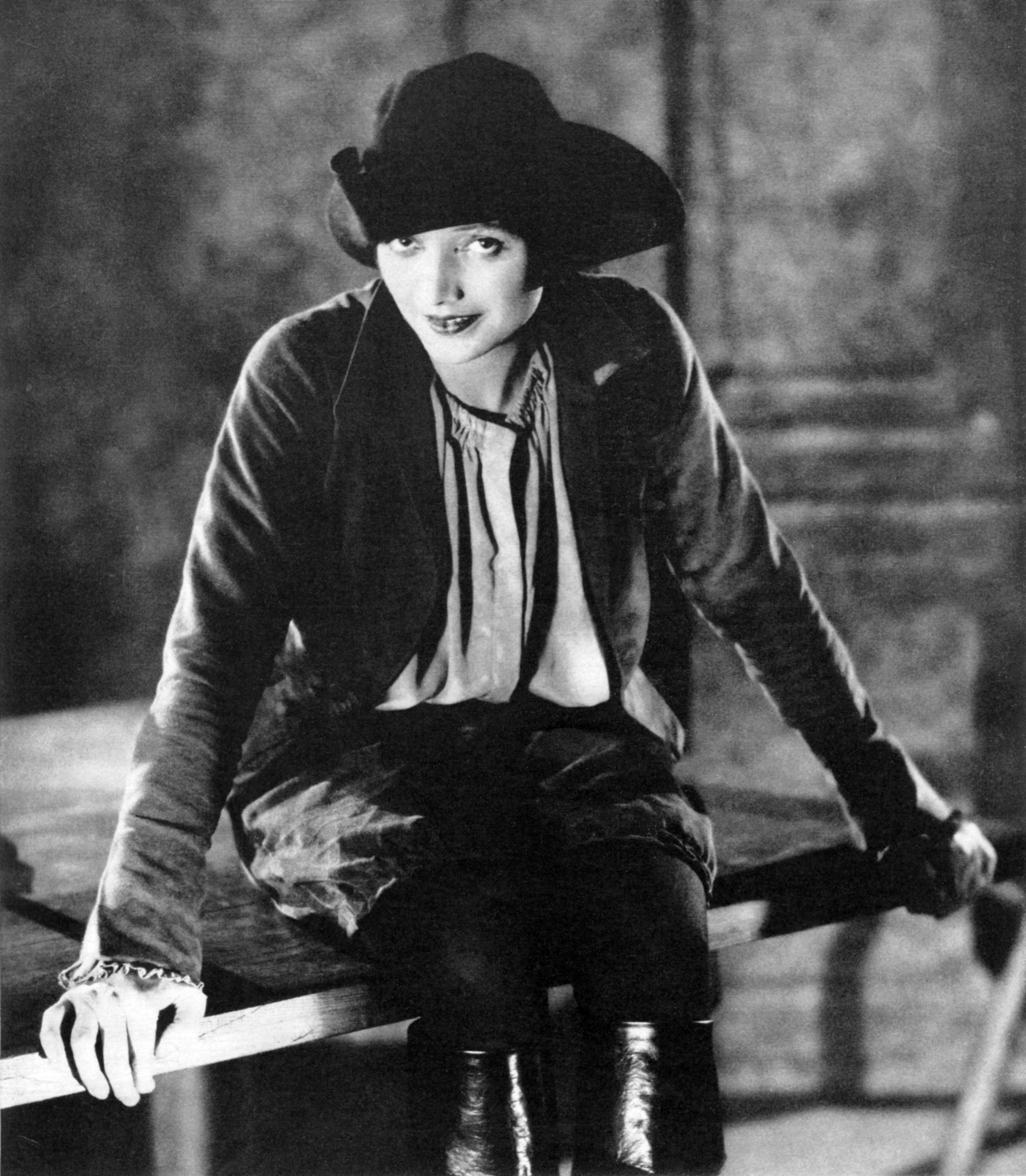
Katharine Cornell como Mary Fitton en la producción de Broadway de Will Shakespeare (1923)

- Primero la espada: una comedia de crecimiento (1918)
- Leyenda (1919)
- Una carta de divorcio (1921)
- Will Shakespeare: una invención en cuatro actos (1921)
- Shivering Shocks o The Hiding Place (publicado en The Graphic Christmas Number, 1922): una obra para niños que a veces se atribuye erróneamente a Agatha Christie
- La viña de Nabot: una pieza en tres actos (1925)
- Granito (1926)
- El lado de las mujeres (1926)
- Los babyons (1927)
- El amado de Benjamin Cobb (1927) - cuento[1]
- Marineros (1927)
- La ópera de Adán: el texto de una obra de teatro (1928)
- Enter Sir John (1928) (con Helen Simpson)
- Tercera Persona Singular (1928)
- El rey espera (1929)
- Printer's Devil, publicado en EE. UU. Como Autor desconocido (1930) (con Helen Simpson)
- Broome Stages (1931)
- Teatro real (1931)
- Vuelva a ingresar a Sir John (1932) (con Helen Simpson)
- El diario de Julia Newberry (1933)
- La mayoría de edad: el texto de una obra de teatro en música y palabras (1934) (con Richard Addinsell )
- Moonlight is Silver: una obra de teatro en tres actos (1934)
- Decembers salvajes: una obra de teatro en tres actos (1932)
- L'aiglon de Edmond Rostand (1934)
- El caballero aficionado: de la novela de Jeffery Farnol (1936)
- La luna es femenina (1938)
- Herodes de Hebbel y Mariamne (1938)
- La arrogante historia de White Ben (1939)
- El león y el unicornio. Una obra de teatro en tres actos (1943)
- Él trae grandes noticias (1946)
- Bonny Prince Charlie (1948) (con Dorothy Middleton)
- Las chicas de las flores (1954)
- Ochenta en la sombra (1959)
- El ahijado: una fantasía (1964)
- Claude Houghton : Apreciaciones (con Hugh Walpole )

## Premios y distinciones
Premios Óscar
| Año  | Categoría       | Película             | Resultado |
| ---- | --------------- | -------------------- | --------- |
| 1947 | Mejor argumento | Separación peligrosa | Nominada  |